# Klaus Winkler (Fußballspieler)
Klaus Winkler (* 25. Mai 1949; † 4. September 1985) war ein deutscher Fußballspieler.
Winkler begann seine Profikarriere bei Borussia Mönchengladbach in der Bundesliga. Sein erstes Bundesligaspiel absolvierte er am 26. August 1967 gegen den VfB Stuttgart, die Vorlage zum 1:1-Endstand kam von ihm. In zwei Jahren in Mönchengladbach wurde er jedoch nur insgesamt fünf Mal in der Bundesliga eingesetzt.
1969 wechselte er zu Kickers Offenbach in die Regionalliga Süd. Mit drei Toren in der Aufstiegsrunde zur Bundesliga verhalf er den Kickers zum Aufstieg. Ebenfalls in der Saison 1969/70 schaffte es Winkler mit zwei Toren in vier Spielen, darunter das wichtige 1:0 beim 2:1-Sieg im Finale gegen den 1. FC Köln, mit seinem Team den DFB-Pokal zu gewinnen. In der folgenden Bundesligasaison traf er in 27 Spielen acht Mal. Im Europapokal der Pokalsieger (2 Einsätze) und im DFB-Pokal scheiterte Offenbach jedoch jeweils in der 1. Runde.
Zur Saison 1971/72 wechselte er schließlich zum Hamburger SV. Winkler wurde sofort zu einem wichtigen Spieler und galt in seiner Hamburger Zeit als einer der besten Liberos Deutschlands. Johnny, so sein Spitzname, sollte in den nächsten sechs Jahren 113 Mal für den HSV in der Bundesliga auflaufen. Dazu kamen sieben Einsätze im UEFA-Pokal und zwei im Europapokal der Pokalsieger. Nachdem das DFB-Pokal-Finale 1974 noch gegen Eintracht Frankfurt verloren wurde, holten die Hamburger 1976 mit Winkler den Cup und wurden zusätzlich Vizemeister. Noch übertroffen wurde diese Saison im folgenden Jahr, als die Mannschaft den Europapokal der Pokalsieger gewinnen konnte.
1977 wechselte Winkler zum Lokalrivalen FC St. Pauli, für den er in der folgenden Saison 16 Spiele absolvierte. Dennoch stieg die Mannschaft ab in die 2. Bundesliga Nord, in der Winkler ebenfalls ein Jahr spielte.
Insgesamt bestritt Winkler 165 Partien in der Bundesliga (18 Tore) und neun Einsätze in der 2. Liga.
Klaus Winkler starb 1985 im Alter von 36 Jahren an Herzversagen.

## Erfolge
- Europapokal der Pokalsieger: 1977
- DFB-Pokal: 1970, 1976
- Aufstieg in die Bundesliga: 1970